# Viola (opera)
A Viola Bedřich Smetana befejezetlen romantikus operája. Az opera szövegkönyvét Eliška Krásnohorská írta, Shakespeare Vízkereszt, vagy amit akartok című komédiája alapján készült. A zeneszerző 1874-ben dolgozott rajta, majd 1883-ban tért vissza hozzá, amikor csak néhány jelenetet sikerült megszerveznie; az opera Smetana 1884-es halála után befejezetlen maradt.

## Az opera bemutatása
1900. március 15-én koncertelőadást tartottak (a befejezetlen műből), és 1924. május 11-én állították színpadra a Prágai Nemzeti Színházban.

## Szereplők
| Szerep                        | Hangnem      |
| ----------------------------- | ------------ |
| Orsino, Illíria hercege       | tenor        |
| Viola, Sebastian ikertestvére | mezzoszoprán |
| Sebastian, Viola ikertestvére | szoprán      |
| Olivie                        | mezzoszoprán |
| Tobiáš                        | bariton      |
| Ondřej                        | tenor        |
| Malvolio                      | bariton      |
| Marie                         | szoprán      |
| Šašek                         | bariton      |
| Antonio, egy kapitány         | basszus      |
| Marko, egy öreg halász        | basszus      |

## Az opera cselekménye
Első jelenet: Dalmácia tengerpartja
A vihar, a hajótörés, valamint Viola és Sebastian megmentése (külön-külön) korai wagneri árnyalattal bír. A jelenet nagy része párbeszédekből áll, amelyekben az ikreket egy kapitány és egy halász menti meg, az első jelenetet többnyire Viola és a kapitány veszi fel. A zene egy része meglehetősen kromatikus, különösen a rézfúvós. A refrén felbukkan, ahogy Sebastian és a halász felbukkan. A zene nagyon a normál Smetana stílusban van, amolyan wagneri, olasz és francia vokális jegyekkel. Végül kialszik a hangszerelés, és csak a zongorakíséret marad.
Második jelenet: Orsino udvara, Dalmácia hercege
A második jelenet nagyon rövid, többnyire egy meglehetősen lebilincselő (vagy teljes zenekaros) tenoráriából áll Orsino számára. A teljes sorozatnak csak zongorakísérete van.